# Station Horne
Station Horne is een spoorweghalte in Horne in de Deense gemeente Hjørring. Het oorspronkelijke stationsgebouw uit 1925 is een ontwerp van de architect Sylvius Knutzen. Het is niet meer in gebruik. Horne ligt aan de lijn Hjørring - Hirtshals. 